# 榊原良行
榊原 良行（さかきばら よしゆき、1949年6月13日 - 2023年11月26日）は、静岡県浜松市出身のプロ野球選手（内野手）・コーチ。娘は元バスケットボール女子日本代表主将の榊原紀子。

## 来歴・人物

### プロ入り前
浜松商では、3年次の1967年に主将兼遊撃手として夏の甲子園静岡県予選決勝に進出。エース松下勝実を擁する清水東高に1-0で辛勝して第49回全国高等学校野球選手権大会に出場。初戦の1回戦で土佐高の萩野友康に苦しめられ、延長11回の末に3-6で敗退。
高校卒業後は1968年に中央大学へ進学し、東都大学野球リーグでは3年次の1970年秋季リーグに優勝。この時の主戦投手は高校の1年先輩である杉田久雄であった。同年の第1回明治神宮野球大会に出場するが、2回戦でエース川端理史を擁する東海大に敗退。4年次の1971年春季リーグでは二塁手としてベストナインに選出される。大学同期に外野手の四至本博がいた。
大学卒業後の1972年には日本楽器へ入社。同年の都市対抗では新美敏、池谷公二郎の好投もあって勝ち進み、決勝で三菱自動車川崎を降し初優勝を飾る。その後も1974年まで都市対抗に3年連続出場を果たした。国際大会では1972年に第20回アマチュア野球世界選手権日本代表に初選出される。1973年には第1回インターコンチネンタルカップ日本代表として優勝に貢献。同年は第10回アジア野球選手権大会の日本代表にも選出された。

### 現役時代
1974年のドラフト4位で阪神タイガースに入団し、1年目の1975年から一軍に定着。
バットの半分あたりを短く持って振りぬく打撃と堅実な守備、正確なバントなど野球技術の高さを武器に、内野ならどこでも守れるユーティリティープレーヤーとして1977年から1980年まで4年連続で100試合以上に出場した。
1978年には藤田平の腰痛による一塁手コンバートもあって、シーズン後半に遊撃手の定位置を確保し、初めて規定打席に到達（24位、打率.288）。
1979年には真弓明信が移籍してきたため二塁手に回り、両年とも主に2番打者として繋ぎ役に徹した。
1980年からは岡田彰布と二遊間を組むなど、堅実なプレーで内野を引き締め、岡田も「バラさん」と呼ぶなど仲間にも親しまれた。
1981年オフに大学の1年先輩にあたる宇田東植とのトレードで日本ハムファイターズに移籍。ここでも主に二塁手として起用されるが、1984年限りで現役を引退。

### 現役引退後

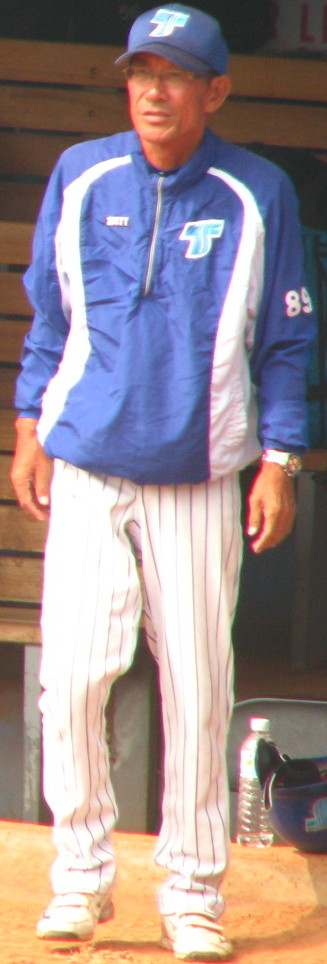
2013年11月16日

引退後は日本ハム（1985年二軍守備・走塁コーチ）、古巣・阪神（1986年 - 1987年一軍守備・走塁コーチ, 1991年二軍内野守備・走塁コーチ, 1992年 - 1995年一軍内野守備・走塁コーチ, 1996年一軍内野守備コーチ, 1997年 - 1998年二軍内野守備コーチ）、中日（1988年 - 1989年一軍走塁コーチ, 1990年一軍内野守備コーチ）、台湾プロ野球・兄弟（1999年 - 2001年内野コーチ, 2002年 - 2005年ヘッド兼内野コーチ, 2011年 - 2012年ヘッドコーチ）、京都ファイアーバーズ（2006年 - 2010年コーチ）、台湾社会人・崇越科技（2013年 - 2014年ヘッドコーチ）でコーチを務めた。
阪神コーチ時代は基本重視の育成法、丁寧で情熱的な指導に定評があり、ハッスル指導が持ち味で若手の育成に当たった。
中日コーチへは星野仙一監督の招聘で就任し、1988年のリーグ優勝に貢献。
兄弟コーチ1期目は中山俊丈監督の招聘で就任し、チーム2度目の3連覇（2001年 - 2003年）を支えた。在任中は阪神から戦力外通告を受けた横田久則を誘ったほか、2004年には3試合だけ代理監督を務めた。
プライベートでは父親や友達のように接したが、練習の間や試合後は生真面目なコーチとして厳しく指導し、2期目には王勝偉を直接指導でリーグを代表する遊撃手に成長させた。9年間在籍した兄弟では、王や5度の首位打者に輝いた彭政閔など多くの教え子から「恩師」として慕われ、王はコロナ前に毎年のように榊原を台湾に招いていた。
2023年11月26日、愛知県名古屋市の病院で肺炎のため死去。74歳没。

## 詳細情報

### 年度別打撃成績
| 年 度      | 球 団      | 試 合 | 打 席 | 打 数 | 得 点 | 安 打 | 二 塁 打 | 三 塁 打 | 本 塁 打 | 塁 打 | 打 点 | 盗 塁 | 盗 塁 死 | 犠 打 | 犠 飛 | 四 球 | 敬 遠 | 死 球 | 三 振 | 併 殺 打 | 打 率 | 出 塁 率 | 長 打 率 | O P S |
| ---------- | ---------- | ----- | ----- | ----- | ----- | ----- | -------- | -------- | -------- | ----- | ----- | ----- | -------- | ----- | ----- | ----- | ----- | ----- | ----- | -------- | ----- | -------- | -------- | ----- |
| 1975       | 阪神       | 47    | 65    | 56    | 10    | 11    | 3        | 0        | 0        | 14    | 1     | 1     | 0        | 0     | 0     | 8     | 1     | 1     | 8     | 0        | .196  | .308     | .250     | .558  |
| 1976       | 阪神       | 64    | 122   | 104   | 12    | 22    | 4        | 0        | 2        | 32    | 6     | 4     | 1        | 5     | 1     | 11    | 2     | 1     | 24    | 1        | .212  | .291     | .308     | .598  |
| 1977       | 阪神       | 100   | 234   | 195   | 29    | 43    | 7        | 1        | 7        | 73    | 21    | 2     | 3        | 16    | 1     | 22    | 1     | 0     | 31    | 5        | .221  | .298     | .374     | .673  |
| 1978       | 阪神       | 105   | 423   | 358   | 50    | 103   | 20       | 0        | 3        | 132   | 28    | 8     | 8        | 17    | 2     | 36    | 1     | 10    | 47    | 7        | .288  | .367     | .369     | .736  |
| 1979       | 阪神       | 106   | 353   | 321   | 32    | 81    | 11       | 0        | 4        | 104   | 14    | 2     | 7        | 2     | 1     | 24    | 0     | 5     | 51    | 8        | .252  | .313     | .324     | .637  |
| 1980       | 阪神       | 105   | 274   | 231   | 30    | 59    | 5        | 1        | 2        | 72    | 11    | 5     | 3        | 16    | 0     | 26    | 1     | 1     | 34    | 4        | .255  | .333     | .312     | .645  |
| 1981       | 阪神       | 41    | 78    | 65    | 9     | 13    | 1        | 0        | 0        | 14    | 0     | 0     | 1        | 5     | 0     | 8     | 1     | 0     | 11    | 2        | .200  | .288     | .215     | .503  |
| 1982       | 日本ハム   | 48    | 104   | 95    | 9     | 27    | 7        | 1        | 1        | 39    | 7     | 1     | 1        | 2     | 0     | 6     | 0     | 1     | 11    | 4        | .284  | .333     | .411     | .744  |
| 1983       | 日本ハム   | 65    | 144   | 118   | 14    | 27    | 5        | 0        | 1        | 35    | 8     | 2     | 1        | 7     | 1     | 18    | 0     | 0     | 17    | 2        | .229  | .328     | .297     | .625  |
| 1984       | 日本ハム   | 8     | 12    | 9     | 2     | 1     | 0        | 0        | 0        | 1     | 0     | 0     | 0        | 3     | 0     | 0     | 0     | 0     | 0     | 0        | .111  | .111     | .111     | .222  |
| 通算：10年 | 通算：10年 | 689   | 1809  | 1552  | 197   | 387   | 63       | 3        | 20       | 516   | 96    | 25    | 25       | 73    | 6     | 159   | 7     | 19    | 234   | 33       | .249  | .325     | .332     | .658  |

### 記録
- 初出場：1975年4月6日、対中日ドラゴンズ3回戦（中日スタヂアム）、7回表に遠井吾郎の代走として出場
- 初先発出場：1975年4月23日、対ヤクルトスワローズ2回戦（明治神宮野球場）、8番・遊撃手として先発出場
- 初安打：同上、2回表に井原慎一朗から左前安打
- 初打点：1975年5月24日、対ヤクルトスワローズ6回戦（明治神宮野球場）、8回表に西井哲夫から
- 初本塁打：1976年9月16日、対読売ジャイアンツ21回戦（後楽園球場）、5回表に加藤初からソロ

### 背番号
- 37 （1975年 - 1981年）
- 31 （1982年 - 1985年）
- 85 （1986年 - 1987年）
- 76 （1988年 - 2005年、2011年 - 2012年）